# Mélodie (genre)
Pour les articles homonymes, voir mélodie (homonymie).
 (mars 2019).

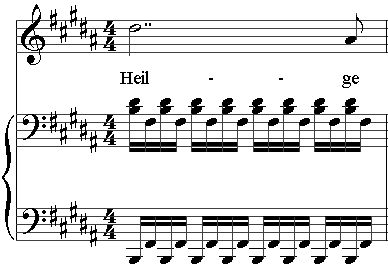
Mesure 5 du lied Nacht und Träume de Franz Schubert

Une mélodie est une composition musicale écrite à partir du texte d'un poème pour être chantée avec un accompagnement généralement au piano.
La chanson, le chant, la romance, la mélodie française, le lied allemand, l'art song britannique ou américain relèvent de ce genre musical. 

## Caractéristiques
Le poème est le point de départ de la composition d'une mélodie. Ce genre est marqué par la clarté de l'expression, et la précision des formes qui découle de la volonté de rendre le poème le plus intelligible et musical possible.

## Interprétation

### Le problème interprétatif posé par la mélodie
Si la relation très particulière qu'entretiennent texte et musique dans le genre de la mélodie requiert du compositeur une parfaite connaissance des règles poétiques et de la diction, il en est de même pour l'interprète, qui se doit d'avoir également une prononciation parfaite.

### Chanteurs
Le lied et la mélodie française demandant un style vocal particulier : des voix très souples, plus confidentielles, et donc s'y faisant moins fortes qu'à l'opéra, avec une diction irréprochable, pour exprimer mais sans emphases indues les subtils sentiments sous-tendus par l'œuvre. Le genre étant dès l'origine fait pour le salon plutôt que pour de très grandes salles, leurs interprètes s'y sont spécialisés par plusieurs années de formation pratique auprès d'un maître. Mais ils n'ont pas toujours nécessairement renoncé à tenir aussi en parallèle des rôles à l'opéra, où ils doivent déployer tout le volume de leur voix, qui s'y fait alors moins intimiste.
- Femmes

Elly Ameling
Juliane Banse
Jane Bathori
Régine Crespin
Claire Croiza
Suzanne Danco
Mireille Delunsch
Véronique Gens
Felicity Lott
Françoise Masset
Sandrine Piau
Françoise Pollet
Anne-Marie Rodde
Christine Schäfer
Maggie Teyte
Geneviève Touraine
Ninon Vallin
Rachel Yakar
- Hommes

Gabriel Bacquier
Pierre Bernac
Marc Boucher
Jean-François Gardeil
Stéphane Degout
Jacques Herbillon
Jacques Jansen
Bernard Kruysen
Bruno Laplante
François Le Roux
Pierre-Yves Pruvot
Louis Puthod
Camille Maurane
Charles Panzéra
Didier Henry
Louis-Jacques Rondeleux
Gérard Souzay
José van Dam

### Accompagnateurs
La mélodie française n'est pas seulement affaire de voix : l'accompagnement (le plus souvent au piano) n'est pas à négliger. Là aussi, certains pianistes se sont spécialisés dans le genre.
Dalton Baldwin
Lily Bienvenu
Jacqueline Bonneau
Nicolas Chevereau
Jeff Cohen
Julius Drake
Billy Eidi
Irwin Gage
Olivier Godin
Christian Ivaldi
Graham Johnson
Nicolas Kruger
Claude Lavoix
Anne Le Bozec
Noël Lee
Pierre Maillard-Verger
Malcolm Martineau
Gerald Moore
Magdeleine Panzera-Baillot
Théodore Paraskivesco
Francis Poulenc
Pascal Rogé
David Selig
Roger Vignoles